# Agoraea longicornis
Agoraea longicornis är en fjärilsart som beskrevs av Herrich-Schäffer 1855. Agoraea longicornis ingår i släktet Agoraea och familjen björnspinnare. Inga underarter finns listade i Catalogue of Life.